# 크라운 플라자 by IHG
크라운 플라자 by IHG(영어: Crowne Plaza by IHG)는 영국에 본사를 둔 풀 서비스 고급 호텔의 다국적 체인이다. 이 호텔은 일반적으로 도심, 리조트, 해안도시, 주요 공항 근처에 위치한 비즈니스, 레저, 혼합 여행 시장을 대상으로 한다. 이 브랜드는 IHG 호텔 & 리조트 계열의 일부이며, 400개 이상의 호텔과 110,000개의 침실을 보유한 거의 100개국에서 운영되고 있다.